# Буковска
Буковска је насеље у Србији у општини Кучево у Браничевском округу. Према попису из 2022. било је 286 становника.

## Демографија
У насељу Буковска живи 429 пунолетних становника, а просечна старост становништва износи 48,6 година (46,5 код мушкараца и 50,8 код жена). У насељу има 184 домаћинства, а просечан број чланова по домаћинству је 2,73.
Ово насеље је углавном насељено Власима (према попису из 2002. године), а у последња три пописа, примећен је пад у броју становника.
|  |

| Демографија | Демографија | Демографија |
| Година      | Становника  | Становника  |
| ----------- | ----------- | ----------- |
| 1948.       | 1.152       |             |
| 1953.       | 1.175       |             |
| 1961.       | 1.139       |             |
| 1971.       | 1.036       |             |
| 1981.       | 907         |             |
| 1991.       | 674         | 620         |
| 2002.       | 503         | 587         |
| 2011.       | 402         |             |

| Етнички састав према попису из 2002.‍ | Етнички састав према попису из 2002.‍ | Етнички састав према попису из 2002.‍ | Етнички састав према попису из 2002.‍ | Етнички састав према попису из 2002.‍ |
| ------------------------------------ | ------------------------------------ | ------------------------------------ | ------------------------------------ | ------------------------------------ |
|                                      |                                      |                                      |                                      |                                      |
| Власи                                | Власи                                |                                      | 420                                  | 83,49%                               |
| Срби                                 | Срби                                 |                                      | 68                                   | 13,51%                               |
| Румуни                               | Румуни                               |                                      | 5                                    | 0,99%                                |
| Хрвати                               | Хрвати                               |                                      | 1                                    | 0,19%                                |
| непознато                            | непознато                            |                                      | 6                                    | 1,19%                                |

| Година пописа     | 1948. | 1953. | 1961. | 1971. | 1981. | 1991. | 2002. |
| ----------------- | ----- | ----- | ----- | ----- | ----- | ----- | ----- |
| Број домаћинстава | 256   | 258   | 292   | 293   | 261   | 206   | 184   |

| Број чланова      | 1  | 2  | 3  | 4  | 5 | 6  | 7 | 8 | 9 | 10 и више | Просек |
| ----------------- | -- | -- | -- | -- | - | -- | - | - | - | --------- | ------ |
| Број домаћинстава | 42 | 71 | 19 | 25 | 8 | 12 | 6 | 1 | 0 | 0         | 2,73   |

| Пол    | Укупно | Неожењен/Неудата | Ожењен/Удата | Удовац/Удовица | Разведен/Разведена | Непознато |
| ------ | ------ | ---------------- | ------------ | -------------- | ------------------ | --------- |
| Мушки  | 227    | 44               | 153          | 23             | 6                  | 1         |
| Женски | 217    | 12               | 153          | 43             | 8                  | 1         |
| УКУПНО | 444    | 56               | 306          | 66             | 14                 | 2         |

| Пол    | Укупно                    | Пољопривреда, лов и шумарство | Рибарство                            | Вађење руде и камена | Прерађивачка индустрија       |
| ------ | ------------------------- | ----------------------------- | ------------------------------------ | -------------------- | ----------------------------- |
| Мушки  | 130                       | 93                            | 0                                    | 8                    | 15                            |
| Женски | 86                        | 79                            | 0                                    | 0                    | 1                             |
| УКУПНО | 216                       | 172                           | 0                                    | 8                    | 16                            |
| Пол    | Производња и снабдевање   | Грађевинарство                | Трговина                             | Хотели и ресторани   | Саобраћај, складиштење и везе |
| Мушки  | 3                         | 0                             | 3                                    | 0                    | 1                             |
| Женски | 0                         | 0                             | 0                                    | 1                    | 0                             |
| УКУПНО | 3                         | 0                             | 3                                    | 1                    | 1                             |
| Пол    | Финансијско посредовање   | Некретнине                    | Државна управа и одбрана             | Образовање           | Здравствени и социјални рад   |
| Мушки  | 0                         | 0                             | 3                                    | 2                    | 0                             |
| Женски | 0                         | 0                             | 0                                    | 5                    | 0                             |
| УКУПНО | 0                         | 0                             | 3                                    | 7                    | 0                             |
| Пол    | Остале услужне активности | Приватна домаћинства          | Екстериторијалне организације и тела | Непознато            | Непознато                     |
| Мушки  | 0                         | 0                             | 0                                    | 2                    | 2                             |
| Женски | 0                         | 0                             | 0                                    | 0                    | 0                             |
| УКУПНО | 0                         | 0                             | 0                                    | 2                    | 2                             |